# Wilhelm Berkefeld

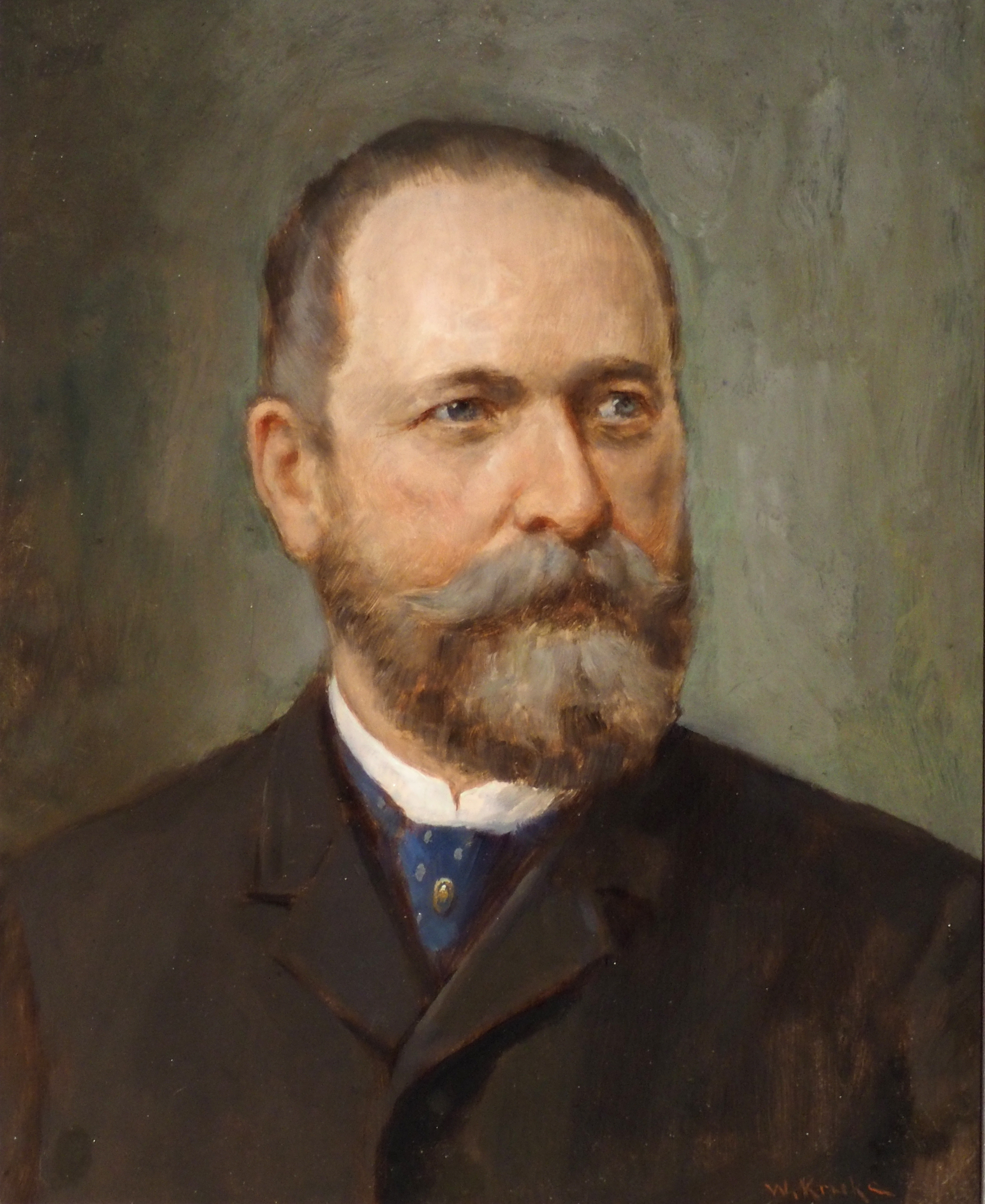
Wilhelm Berkefeld

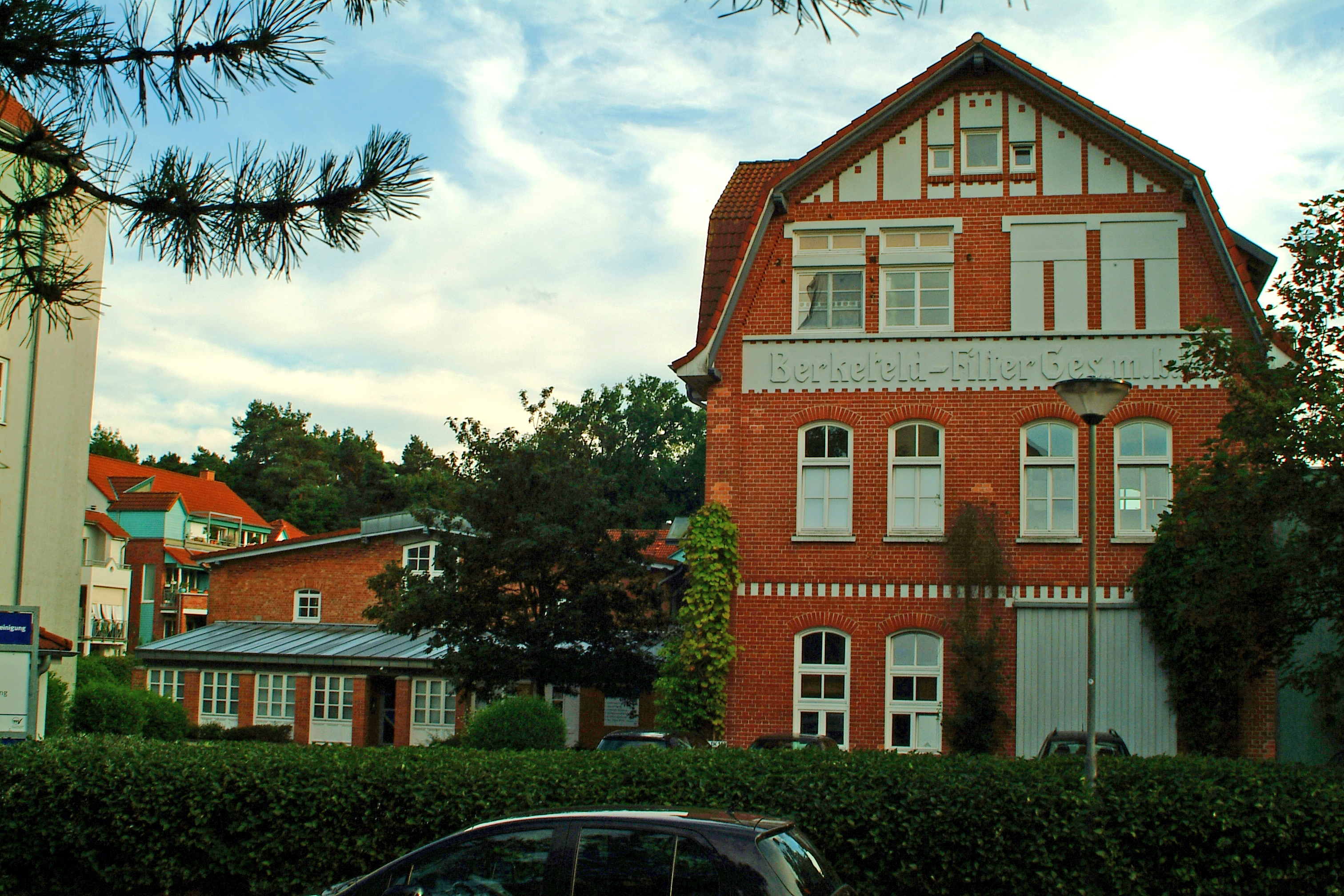
Die historischen Gebäude der Gesellschaft sind heute Teil des „Wohnparks Berkefeld“ an der Wittinger Straße in Celle

Wilhelm Berkefeld (* 29. Mai 1836 in Lüneburg; † 8. April 1897 in Celle) war ein deutscher Ingenieur. Er erfand 1891 den nach ihm benannten Berkefeld-Filter zur Reinigung von Trinkwasser.

## Leben
Berkefeld stammte aus Lüneburg und war zunächst als Buchhalter tätig. Als Alfred Nobel nach der Erfindung des Dynamits (patentiert 1867) große Mengen Kieselgur für seine Fabrik in Krümmel benötigte, erwarb Berkefeld mit finanzieller Unterstützung durch Nobel die Rechte an einer Kieselgurgrube bei Celle und lieferte dafür zu vergünstigten Preisen an Nobel.

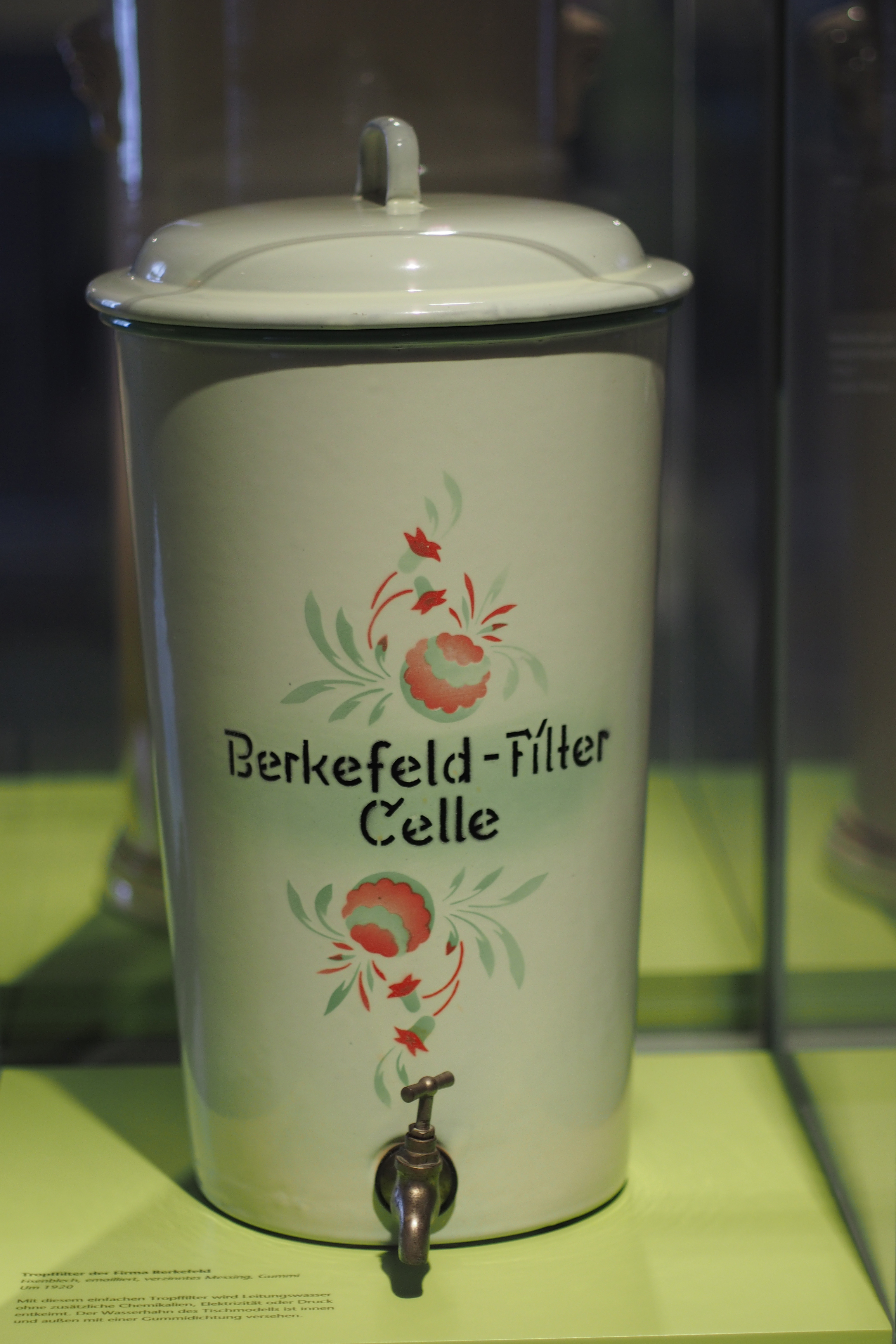
„Tropffilter“ ca. 1920

Bei Spaziergängen in der Lüneburger Heide bemerkte Berkefeld, dass die dort vorkommende Kieselgur als Filter für das Oberflächenwasser wirkte. Diese Beobachtung setzte er unternehmerisch in kurzer Zeit um, entwickelte aus Kieselgur gebrannte Filterkerzen und schuf dazu in Porzellanausführung die ersten Berkefeld-Filter. 1892 gründete er seine Firma „Berkefeld-Filter“ in Celle und nutzte die nahen Kieselgurvorkommen in Unterlüß für seine Produktion. Bei der Cholera-Epidemie in Hamburg 1892 wurden die Berkefeld-Filter erfolgreich eingesetzt. Dies sorgte fortan für eine weltweite Verbreitung der Berkefeld-Filter.
Bis heute entwickelt und fertigt die Firma an ihrem Heimatstandort Celle Wasserfilteranlagen für Industrie, Militär und Katastrophenschutzorganisationen in aller Welt. Sie war bis 1978 in Familienbesitz, gehört heute zur Veolia Water Technologies-Gruppe und firmiert unter Veolia Water Technologies Deutschland GmbH. Der Hauptsitz dieser Firma befindet sich in Celle.

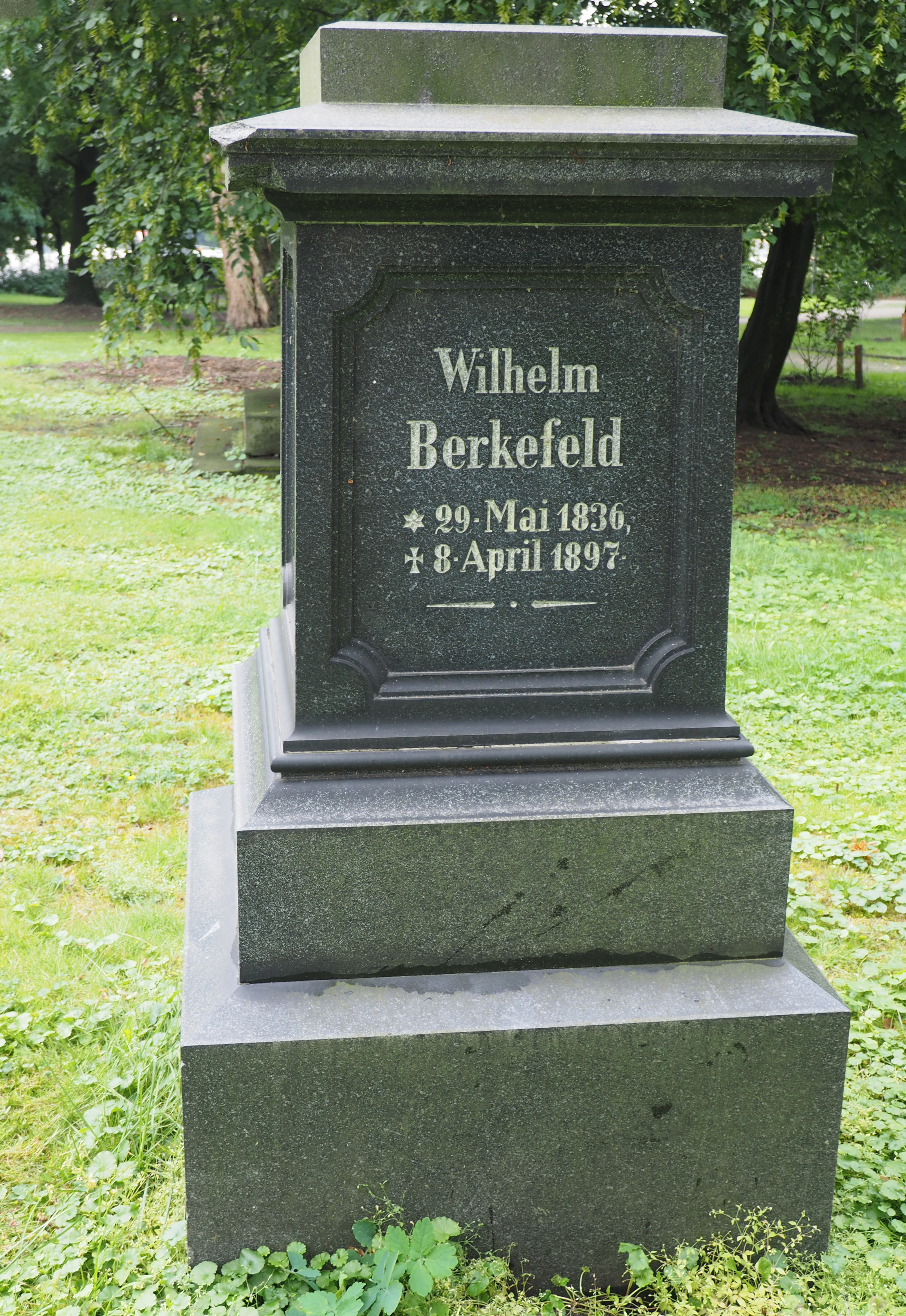
Grabmal auf dem Hehlentorfriedhof in Celle